# Каткарт (ЮАР)
Каткарт (англ. Cathcart) — город в Восточно-Капской провинции ЮАР. Назван в честь сэра Джорджа Каткарта, губернатора Капской колонии в 1852-1853 гг. Во время Восьмой пограничной войны на месте, где сейчас стоит город, располагался небольшой военный пост. Затем, когда в регион начали прибывать немецкие колонисты, в 1858 году здесь была основана деревня. В 1876 году правительством Джона Молтено были начаты работы по соединению Каткарта железной дорогой с Ист-Лондоном. Железнодорожная линия была официально открыта в 1879 году.
Город расположен на национальном шоссе N6.